# Juan Pérez de Pineda
Juan Pérez de Pineda (Montilla, Córdoba, c. 1500 - París, 1567) fue un escritor protestante español y traductor.

## Biografía
Algunos afirman que Juan Pérez fue encargado de negocios del emperador Carlos V y testigo directo de los acontecimientos del saqueo de Roma por las tropas imperiales. Sin embargo, la primera noticia absolutamente cierta es su estancia en Sevilla como rector del Colegio de la Doctrina.
En aquel entonces Sevilla se había convertido en la sede principal del protestantismo en España, pues algunos de los principales teólogos de la ciudad simpatizaban o se identificaban con el luteranismo, tales como Juan Gil (conocido comúnmente como el Dr. Egidio) y Constantino Ponce de la Fuente. También residían allí los eruditos monjes jerónimos Casiodoro de Reina, el primer traductor de la Biblia completa al castellano directamente del hebreo y el griego, y Cipriano de Valera, revisor de la misma.
Cuando la persecución se desató en Sevilla y el Dr. Egidio fue encarcelado en 1551, Juan Pérez escapó y se refugió en Ginebra, junto con los monjes jerónimos antes mencionados, Casiodoro de Reina y Cipriano de Valera, que fueron recibidos por este; desde allí Julián Hernández, alias "Julianillo" a causa de su joroba y pequeña estatura, transportó gran número de ejemplares de la Biblia en castellano hasta España.
Años más tarde, en auto de fe celebrado por la Inquisición sevillana, veintiún personas murieron abrasadas, entre ellas varios monjes jerónimos y algunas mujeres que se reunían con ellos para celebrar el culto protestante. En un segundo auto de fe que tuvo lugar en 1560, Juan Pérez de Pineda fue carbonizado en efigie junto con el Dr. Egidio, cuyo cadáver había sido desenterrado para la ocasión, y la de Constantino Ponce. En ese mismo auto fueron quemadas catorce personas, entre ellas el citado Julián Hernández, alias “Julianillo”, relajado por contrabando de literatura protestante en Sevilla.
También escribió el reformador español una Epístola Consolatoria en 1560, destinada a fortalecer los ánimos de los protestantes españoles que sufrían los rigores de la Inquisición, y una Carta (1557) dirigida a Felipe II para exhortarle a poner remedio a los males de la nación. Ambas obras fueron copiadas por Juan Calderón en el Museo Británico para la Biblioteca de Reformistas Españοles de Luis de Usoz.
Durante los últimos días de su vida, Juan Pérez de Pineda sirvió de capellán a la duquesa Renata de Ferrara, quien había hecho de sus dominios territorio de acogida para los protestantes perseguidos. Antes de morir, Pérez de Pineda dejó todos sus bienes para sufragar los gastos de la impresión de la Biblia en castellano, legado que más tarde usaría Casiodoro de Reina para editar su traducción.

## El Nuevo Testamento en español
En Ginebra Pérez de Pineda imprimió su traducción del Nuevo Testamento, para la cual se ayudó de las traducciones que hicieran Francisco de Enzinas y Juan de Valdés; también tradujo e imprimió los Salmos y durante tres años fue el predicador de la congregación de habla española que vivía en esa ciudad. La traducción de los Salmos, concluida en 1557, está dedicada a la hermana de Carlos V, María de Austria, regente de los Países Bajos. Marcelino Menéndez Pelayo alaba esta traducción como la mejor sin disputa.

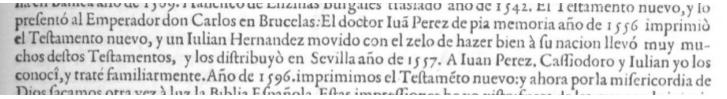
Fragmento de la introducción de Cipriano de Valera a su "Biblia del Cántaro" (revisión de la "Biblia del Oso"), donde menciona la impresión del Nuevo Testamento traducido por Juan Pérez e introducida en España por Julián Hernández.

## Libros
- Epístola Consolatoria, Juan Pérez de Pineda. Libro de Editorial MAD Eduforma